# Teresa Manetti
Teresa Adelaide Cesira Manetti, in religione  Teresa Maria della Croce (Campi Bisenzio, 2 marzo 1846 – Campi Bisenzio, 23 aprile 1910), è stata una religiosa italiana, fondatrice della congregazione delle Suore Carmelitane di Santa Teresa. È stata beatificata nel 1986.

## Biografia
Teresa nacque nel 1846 nell'allora frazione di San Martino, da Gaetano, pollaiolo e da Rosa Bigagli. L'infanzia della giovane "Bettina" (così venne presto soprannominata dalla famiglia e dai compaesani) trascorse in mezzo alle serie difficoltà economiche della famiglia, succedutesi alla morte del padre, avvenuta quando la piccola aveva pochi mesi.
Bellissima ragazza, Teresa scoprì la sua vocazione nel 1865, durante un riposo forzoso a letto in seguito ad un incidente e decise di seguire l'esempio di Teresa d'Avila, che le sarebbe apparsa in visione. Nel 1874 iniziò la sua prima convivenza religiosa con due amiche nel cosiddetto "Conventino", una piccola casa sotto l'argine del Bisenzio e poco dopo si iscrissero al "Terzo Ordine Teresiano"; in questo periodo la giovane religiosa poté contare sull'aiuto e i consigli di Don Ernesto Jacopozzi, il cappellano della chiesa di San Martino, che la seguì fino alla sua prematura scomparsa (1894).
Teresa decise allo stesso tempo di non dedicarsi esclusivamente ad una vita contemplativa o ascetica, ma di aprire il suo nascente Ordine al mondo, sviluppando così una notevole opera assistenziale, in particolare rivolta alla formazione delle giovani, alla cura delle bambine abbandonate e all'azione missionaria. Il successo dell'Ordine e la sua rapida espansione, prima in Toscana e poi nel resto d'Italia, rese necessaria una nuova sede e in pochi anni fu così costruito il nuovo Convento con annessa chiesa (1887) sempre a San Martino.
Nel 1904 le Suore Carmelitane di Santa Teresa ricevettero l'approvazione da parte di papa Pio X e sempre in quegli anni furono aperte le prime sedi all'estero, in Siria e Palestina. Nel 1908 Bettina venne colpita da un male incurabile che la portò alla morte il 23 aprile 1910. Alla sua morte vide realizzato il desiderio dell'Adorazione eucaristica perpetua nella chiesa costruita proprio a Firenze e l'invio delle sue religiose in Libano, Terra Santa e Brasile. Fu sepolta nel Convento di San Martino.

## Il culto
Poco dopo la sua scomparsa, si aprì il processo canonico che si concluse il 19 ottobre 1986, quando papa Giovanni Paolo II la proclamò beata durante la sua visita a Firenze. Oggi l'"Ordine delle Bettine" (così sono chiamate familiarmente le suore) si è diffuso nel mondo e conta sedi in Italia, Brasile, Repubblica Ceca, Libano ed Israele. Il 7 dicembre 1999 "Bettina" è stata proclamata patrona di Campi Bisenzio, in seguito ad una petizione popolare che aveva raccolto migliaia di firme allo scopo.
La liturgia la ricorda il 23 aprile.